# Leptolalax pluvialis
Leptolalax pluvialis és una espècie d'amfibi que viu al Vietnam i, possiblement també, a la Xina.
Està amenaçada d'extinció per la pèrdua del seu hàbitat natural.